# Sprongservice

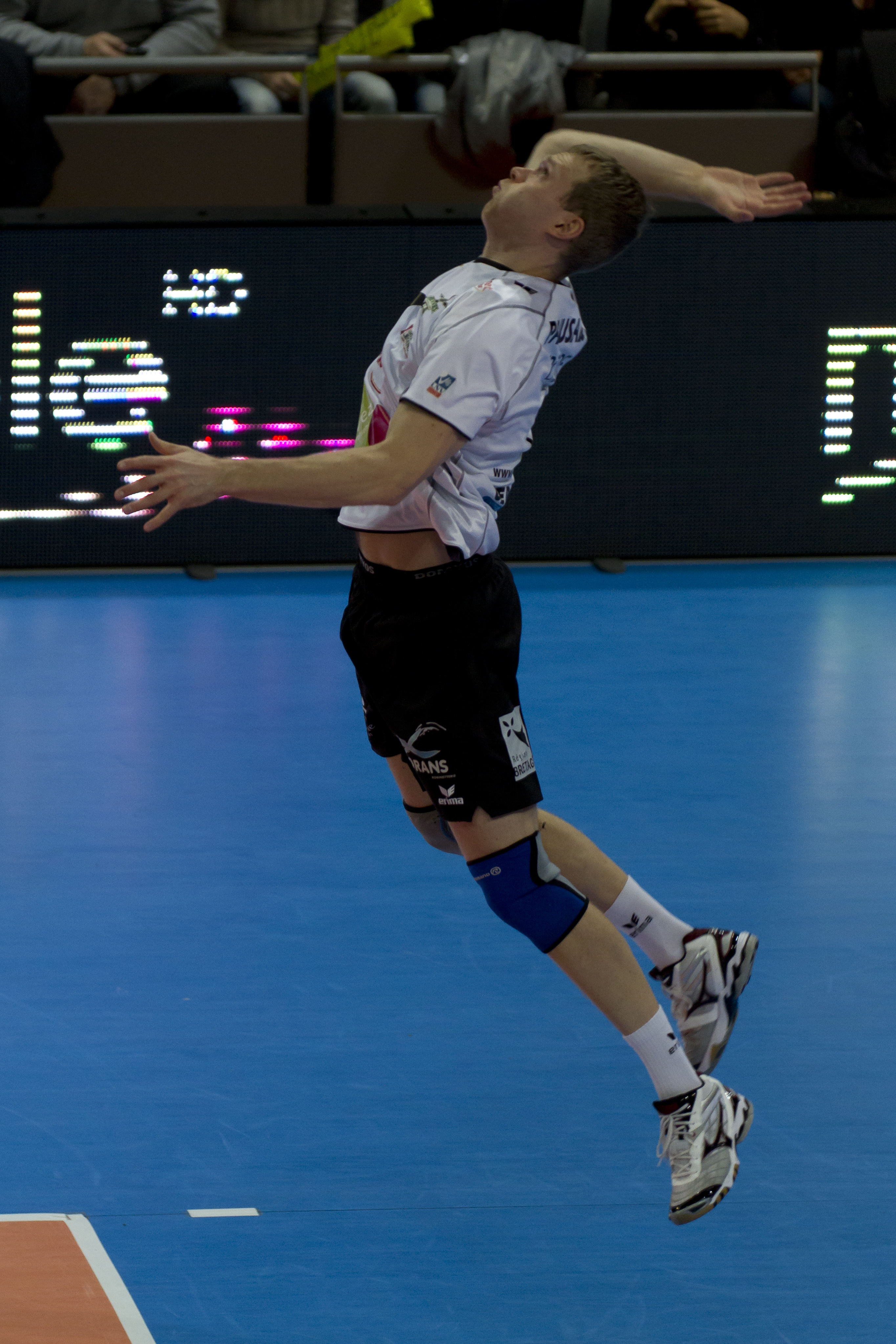
Sprongservice

Sprongservice is een term uit het volleybal. Een sprongservice is een opslag waarbij de serveerder nadat hij de bal omhoog heeft gegooid een sprong maakt en de bal raakt op het moment dat beide voeten de grond niet raken. Voordeel hiervan is dat de bal op een hoger punt geraakt kan worden dan bij een 'staande' service. Doordat de bal hoger en dichter bij het net kan worden geraakt, kan de bal harder worden geslagen dan bij een normale service en wordt het ontvangen van een dergelijke bal veel moeilijker voor de ontvangende partij.
Voorwaarde voor een correcte uitvoering van een sprongservice is dat het punt van afzetten achter de achterlijn is. Nadat de bal is geslagen mag er wel in het veld worden geland.
De sprongservice deed zijn intrede in de jaren 80, destijds door een enkeling op internationaal (heren)topniveau uitgevoerd. De eerste Nederlanders die de sprongservice gebruikten waren Pieter Jan Leeuwerink en Ron Zwerver Tegenwoordig serveert op internationaal (heren)topniveau bijna iedereen met een sprongservice. Ook bij de vrouwen wordt de sprongservice meer en meer gebruikt. De eerste vrouw die in Nederland een sprongservice deed was Andra Apine die destijds bij VVC speelde.